# Mocearovca
Mocearovca (ros. Мочаровка, Moczarowka) – wieś w Mołdawii (Naddniestrzu), w rejonie Grigoriopol, w gminie Carmanova. W 2004 roku liczyła 164 mieszkańców.

## Położenie
Miejscowość znajduje się na lewym brzegu Dniestru, pod faktyczną administracją Naddniestrza, w odległości 28 km od Grigoriopola i 90 km od Kiszyniowa.

## Historia
Wieś została założona w 1921 roku. W 1978 roku miejscowość była podporządkowana miejscowości Carmanova, licząc 303 mieszkańców. W 1989 roku wieś liczyła 193 mieszkańców. W tym czasie w miejscowości otwarto 8-letnią szkołę, klub z instalacją kinową, przedszkole oraz sklep. Obecnie wieś położona jest na granicy z Ukrainą.

## Demografia
Według danych spisu powszechnego w Naddniestrzu w 2004 roku wieś liczyła 164 mieszkańców, z czego większość, 111 osób, stanowili Ukraińcy.